# Davor Bernardić
Davor Bernardić, född 5 januari 1980 i Zagreb i Jugoslavien (nuvarande Kroatien), är en kroatisk fysiker och politiker (SDP). Sedan den 26 november 2016 är han partiledare för Kroatiens socialdemokratiska parti.

## Politisk karriär
Som artonåring involverade sig Bernardić i politiken. Åren 1998–2010 var han ordförande för det kroatiska socialdemokratiska ungdomsförbundet och år 2010 blev han ordförande för Zagrebs socialdemokratiska partidistrikt. Åren 2008–2012 var han medlem av det kroatiska socialdemokraternas centrala kommitté och från juni år 2012 ledamot i partistyrelsen. I samband med parlamentsvalen år 2011, 2015 och 2016 blev han invald som ledamot för socialdemokraterna i Kroatiens parlament. Den 26 november 2016 valdes han till socialdemokraternas partiledare och efterträdde därmed Zoran Milanović som ledare för Kroatiens då största oppositionsparti.